# 두나이스카스트레다구

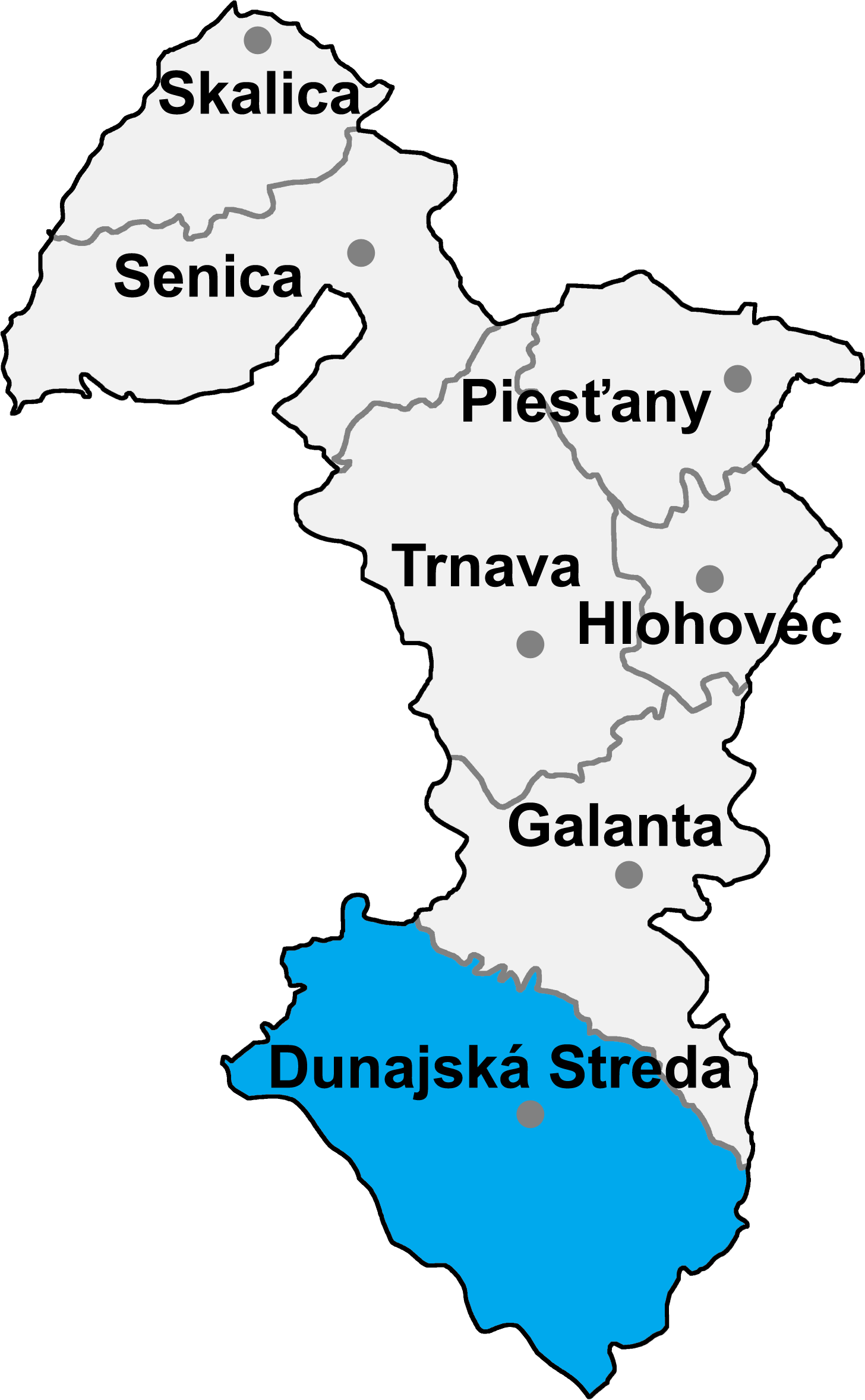
두나이스카스트레다구의 위치

두나이스카스트레다구(슬로바키아어: Okres Dunajská Streda)는 슬로바키아 트르나바주를 구성하는 7개 구 가운데 하나로 행정 중심지는 두나이스카스트레다이며 면적은 1,074.59km2, 인구는 118,499명(2014년 기준), 인구 밀도는 110.27명/km2이다.
트르나바주 남부에 위치하며 67개 지방 자치체(4개 시, 63개 마을)를 관할한다. 서쪽으로는 브라티슬라바주 세네츠구, 북쪽으로는 갈란타구, 동쪽으로는 니트라주 코마르노구와 접하며 남쪽으로는 헝가리와 국경을 접한다.